# And Now For Something Completely Different
Az And Now for Something Completely Different (szó szerinti jelentése: És most valami egészen más) 1971-es brit szkeccsfilm, amely a Monty Python humortársulat Monty Python Repülő Cirkusza című sorozatán alapul. A filmben különböző jeleneteket láthatunk a műsor első két évadából. A cím is a sorozatból származik.
Az Egyesült Királyságban 1971. szeptember 28.-ban mutatták be, míg az Egyesült Államokban 1972. augusztus 22.-én jelent meg. John Cleese időnként megjelenik egyes jelenetek között, hogy bemondja a következőt: "and now for something completely different".

## Költségvetés
A film 80.000 fontból készült, ennek 40%-a Victor Lownestól származik.

## A kifejezés eredete
Az "And Now for Something Completely Different" kifejezést Christopher Trace-nek, a Blue Peter című gyerekeknek szóló sorozat készítőjének tulajdonítják, aki a jelenetek közötti összekötő szövegként használta.

## Szereplők
Mindenki különböző szerepeket játszik.
- Graham Chapman
- John Cleese - bemondó
- Terry Gilliam - animációk
- Eric Idle
- Terry Jones
- Michael Palin
- Carol Cleveland
- Connie Booth

## Fogadtatás
Az amerikai közönség körében eleinte megoszlottak a vélemények a filmről, mivel a brit humor abban az időben nagyrészt ismeretlen volt az amerikaiak számára, de később pozitív kritikát kapott. A Rotten Tomatoes oldalán 90%-on áll 21 kritika alapján, és 6.93 pontot szerzett a tízből.